# Deltoclita
Deltoclita is een geslacht van spinnen uit de  familie van de Thomisidae (krabspinnen).

## Soorten
- Deltoclita bioculata (Mello-Leitão, 1929)
- Deltoclita rubra (Mello-Leitão, 1943)
- Deltoclita rubripes (Keyserling, 1880)